# Apparition de la Vierge à saint Bernard
L'apparition de la Vierge à saint Bernard est un thème de l'iconographie chrétienne relatant un épisode de la vie de  Saint Bernard de Clairvaux (1090-1153) qui le montre à son pupitre, écrivant et recevant la visite de la Vierge Marie, une apparition  au fondateur de l'abbaye de Clairvaux ayant participé au développement du culte marial.

## Peintres du thème
- Fra Filippo Lippi
- Filippino Lippi : L'Apparition de la Vierge à saint Bernard (1486).
- Fra Bartolomeo
- Le Pérugin
- Juan Carreño de Miranda